# Йоанис Бумбарас
Йоанис Бумбарас (на гръцки: Ιωάννης Μπουμπάρας) е гръцки революционер, деец на Гръцката въоръжена пропаганда в Македония от началото на XX век.

## Биография
Роден е във Влашка Блаца, тогава в Османската империя. Присъединява се към гръцката пропаганда още от началото ѝ в 1904 година. Член е на гръцкия комитет в Блаца и действа като четник, куриер, водач и ятак на гръцките капитани в Западна Македония. По-късно оглавява собствена чета и дейсва заедно с капитаните Георгиос Катехакис и Павлос Гипарис в различни мисии в Кайлярско, Костурско и Леринско. На 21 април 1905 година участва като водач в битката на Мурик и е арестуван от османците. Затворен е в Кайляри и измъчван до смърт. В Кайляри има негов бюст.